# Martin (Michigan)
Martin è un villaggio degli Stati Uniti d'America, situato nello Stato del Michigan, nella contea di Allegan.